# رود شارین

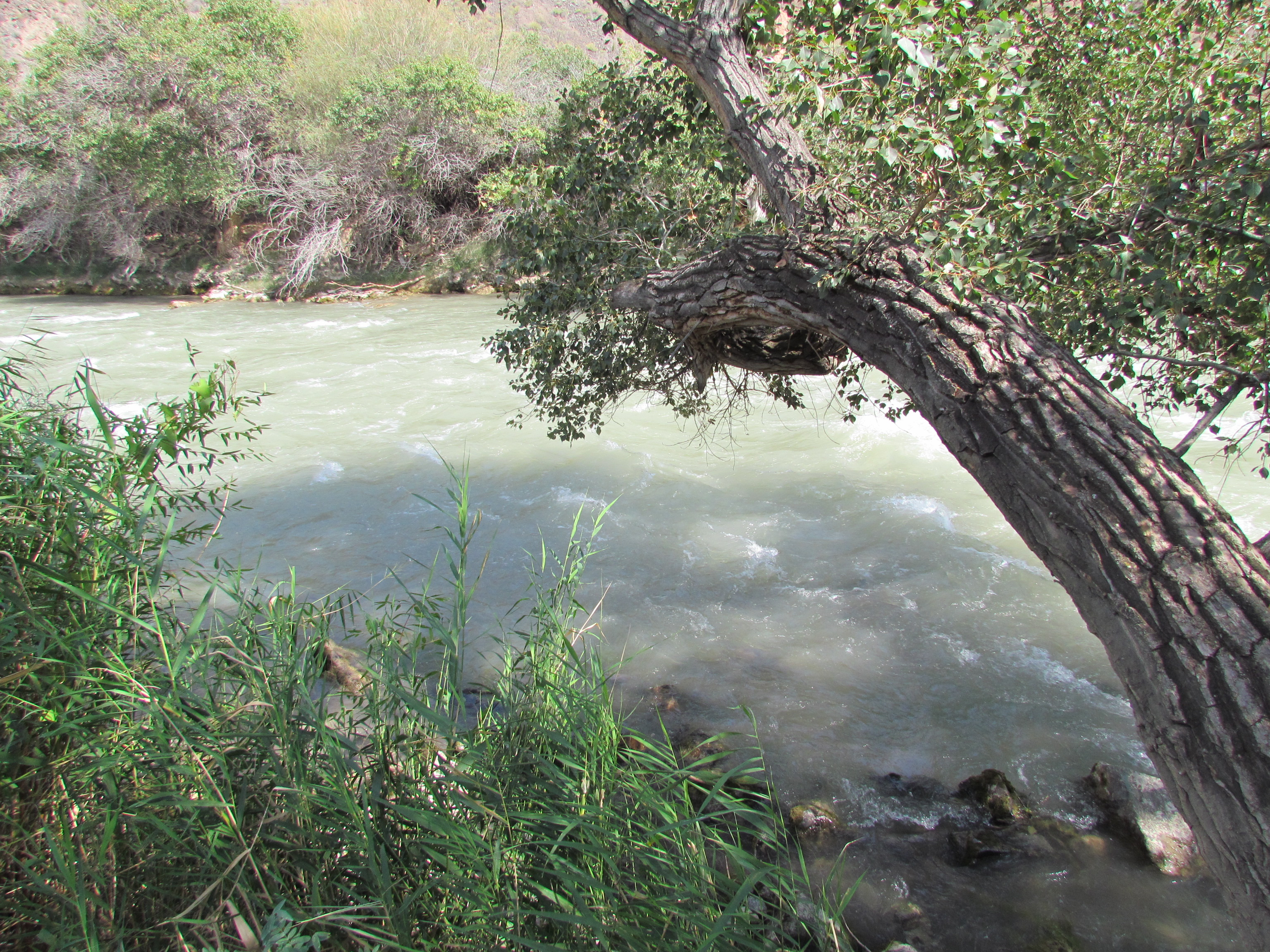
رود شارین در نزدیکی بزرگ‌دره شارین.

رود شارین (قزاقی: Шарын) رودی است در استان آلماتی قزاقستان. این رود به رودخانه ایلی می‌ریزد که بزرگترین تأمین‌کننده آب دریاچه بالخاش به‌شمار می‌آید. شارین ۴۲۷ کیلومتر طول دارد.
رود شارین از مناطق کگن و اویغور گذشته و دره شارین را تشکیل می‌دهد. نیروگاه آبی موینق بر روی این رودخانه در دست ساخت است.